# Канівський музей Тараса Шевченка
Канівський музей Тараса Шевченка — музей на території Шевченківського національного заповідника, збудований 1939 року.

## Історія
Приміщення музею Шевченка було збудоване в 1935–1937 роках за проєктом архітектора Василя Кричевського, якого вважають автором українського архітектурного модерну. Комісію з прийняття будівлі в експлуатацію очолював І. Каракіс
Протягом 2003–2010 рр. будівля музею перебувала на реконструкції. Головним проєктувальником було обрано Інститут «УкрНДІпроектреставрація». Працівники інституту запропонували відтворити початковий вигляд будинку згідно з проєктом В. Кричевського. Згідно з початковим задумом, будівля мала бути прикрашена українськими орнаментами, виконаними в техніці майоліки. Планувалось відновити первісне колористичне вирішення інтер'єрів, яке знайшли під пізнішими нашаруваннями. Роботи було виконано на 90%, проте згодом автором нового проєкту музею стала Лариса Скорик. Проєкт кардинально відрізнявся від задуму який запропонував Інститут«УкрНДІпроектреставрація» та був виконаний у модерновому стилі.
Оновлений музей було урочисто відкрито Президентом України Віктором Януковичем 23 серпня 2010 р.
Відреставрований музей отримав неоднозначну оцінку різних фахівців: від повного схвалення до жорсткої критики. Культуролог, журналіст та художник Іда Ворс звинуватила Ларису Скорик в тому, що та присвоїла собі чужий проєкт реконструкції, та невдало його втілила у життя.

## Колекція
Музейна колекція нараховує понад 20 тисяч предметів, окрасою яких є меморіальні речі та офорти Тараса Шевченка, рідкісні видання його творів, високохудожні твори українських та зарубіжних митців, шедеври народної художньої творчості, цінні архівні документи, фото- і кіноматеріали, аудіо- та відеозаписи знаменитих бандуристів і кобзарів.
Політик та історик Ігор Шаров подарував Канівському музею Тараса Шевченка портрет Кобзаря 1910 року пензля класика українського малярства та графіки Фотія Красицького.

## Галерея

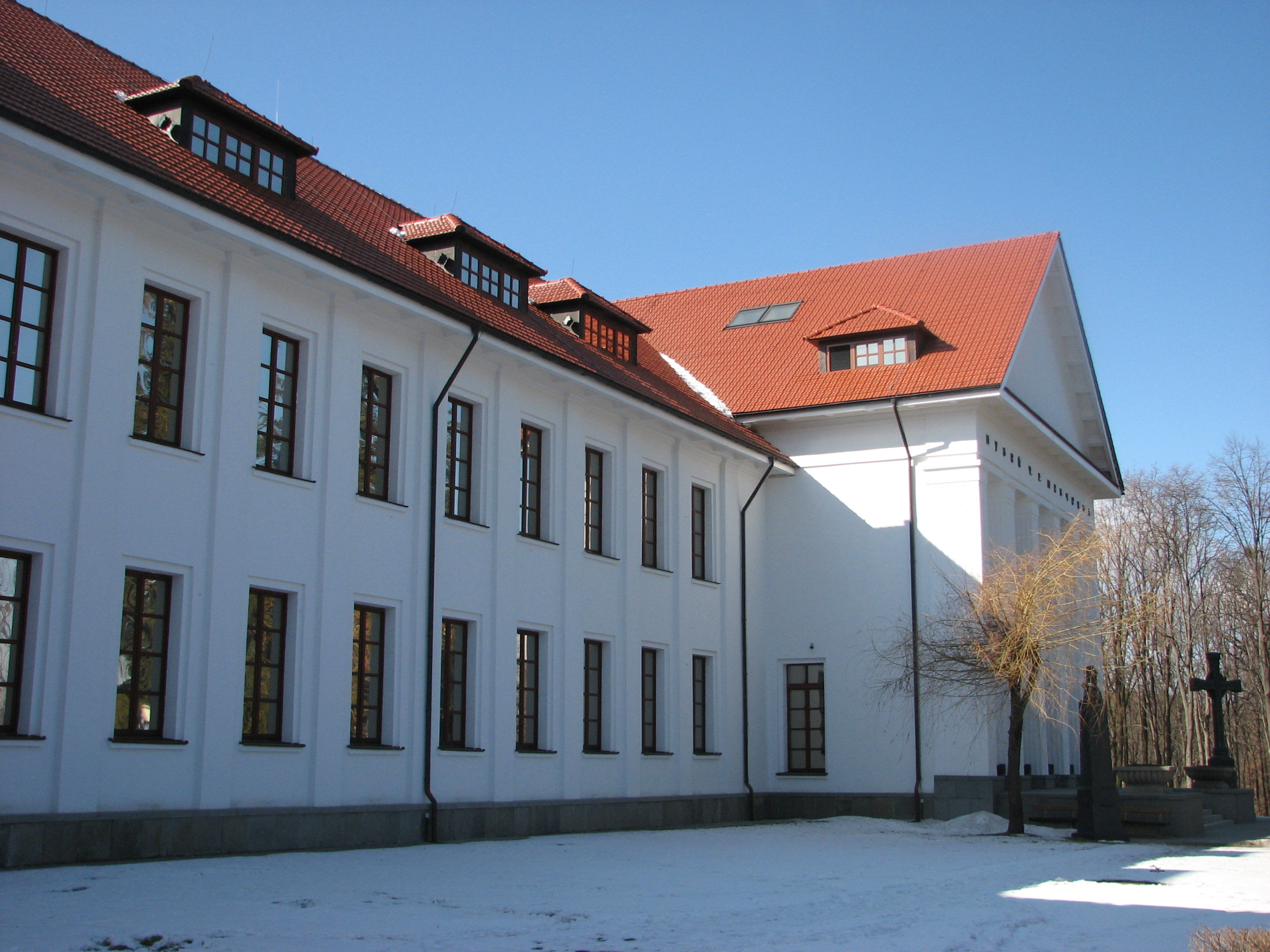
Музей Т. Г. Шевченка
Інтер'єр музею
Експозиція музею
Експозиція музею